# François-Marie Velut
Michel Velut, O.Cart, né  le 30 décembre 1948, appelé en religion frère Michel de la Sainte-Trinité puis François-Marie Velut, est un moine français. Il est ministre général de l'ordre des chartreux de 2012 à 2014, charge qu'il abandonne pour raisons de santé. Précédemment, il est prieur de la chartreuse de Portes de 2001 à 2012, et de nouveau élu à cette charge le 21 novembre 2014.

## Biographie
Michel Velut naît le 30 décembre 1948 en Champagne. Il poursuit ses études au petit séminaire de Troyes et étudie ensuite à la Sorbonne et à l'Institut catholique de Paris. Il présente une thèse sur Le concept de personne dans le différend christologique des IVe et Ve siècles. 
Velut devient en 1970 petit frère du Sacré-Cœur, communauté créée par l'abbé Georges de Nantes, sous le nom de frère Michel de la Trinité. En décembre 1989, il entre à la Grande Chartreuse, prenant le nom de religion de « François-Marie ». Il prononce ses vœux perpétuels en 1996. Il devient ensuite vice-prieur. Le 4 juin 2001, il succède à Étienne Descamps  et devient prieur de la chartreuse de Portes à Bénonces dans la région Rhône-Alpes. 
En 2012, il est élu prieur de la Grande Chartreuse et donc en même temps ministre général de l'ordre des Chartreux et soixante-treizième successeur de saint Bruno, succédant au T.R.P. Marcellin Theeuwes. Cependant au bout de deux ans, il démissionne pour des raisons de santé avec la permission du pape. Son successeur est Dysmas de Lassus, né en 1956. François-Marie Velut est réélu prieur de Portes le 21 novembre 2014. Il quitte cette charge en août 2023.